# チャオ (ゲームキャラクター)
チャオ (CHAO) は、セガグループ（セガ、セガ・インタラクティブ）のビデオゲーム『ソニックシリーズ』に登場する架空の生命体。

## 概要
ナイトピアン（セガサターン用ソフト『ナイツ』に登場）に続く人工生命「A-Life」の第2弾として、1998年12月23日発売のドリームキャスト用ソフト『ソニックアドベンチャー』に初登場。また、同ソフトではストーリーの根幹に関わる重要キャラとしても描かれている。
ゲーム内の設定ではチャオは古代から生息する希少動物で、外敵から身を守る手段を一切持たないため、外敵が存在しないきれいな自然のある環境か、人間がチャオ保護のために作った「チャオガーデン」でしか生息することができない。プレイヤーはマップ内の各所に設置されているチャオガーデンへ行くことで、チャオの育成を楽しむことができる。
チャオは触れた小動物の能力をコピーする「キャプチャ」と呼ばれる行動によって、その能力や姿形を取り入れ進化する。また『ソニックアドベンチャー2』からの仕様では、チャオは育てた人の性格も進化に取り入れる。プレイヤーはアクションステージで小動物を捕まえ、チャオガーデンに持っていくことでチャオの能力の上昇や、姿形の変化を楽しめる。高まったチャオの能力は「チャオレース」等で試すことができる。
見た目や仕草の愛らしさから多くの支持を集め、それ以降の『ソニック』シリーズはもちろん、『ファンタシースターオンライン』（オフラインでも登場する）や『シェンムー』（ガシャポンフィギュアとして）など多数のソフトにゲストキャラ・背景キャラとして登場している。
『ソニックフロンティア』ではそのルーツは、他の星から来た古代人がマスターエメラルドのエネルギーにより突然変異した生物だったことが判明する。

## チャオの一生
チャオの一生には、大きく分けて二段階ある。幼体（コドモ）と成体（オトナ）である。チャオは、タマゴから誕生する。誕生した直後の状態が幼体である。そして、時間が経つうちに「マユ」と呼ばれる膜に覆われ「進化」する。この進化が終わった後の姿が成体である。『ソニックアドベンチャー2』、『2バトル』では幼体時に育てたキャラがヒーローサイドが重点的に育てた場合「ヒーローチャオ」、ダークサイドが重点的に育てた場合「ダークチャオ」という特殊な成体に進化する。『DX』でもヒーローチャオとダークチャオへ進化させる事は可能だが、ステーションスクエアのチャオガーデンにある闇の取引所で売っている「ヒーローの実」と「ダークの実」を幼体時にある程度食べさせる必要がある。
チャオは4～6歳で寿命を迎える。寿命を迎えた場合、チャオは消滅するか、もしくは「転生」を行う。

### 繁殖
チャオは成体になると繁殖活動ができるようになる。チャオが繁殖したくなると（ハートの実を食べた場合、ハートの実を食べ終わったその場で）、チャオの周りに花が咲き、座ったまま動かなくなる「繁殖期」の状態に入る。このとき、仲の良い別の成体（あるいはハートの実を食べ終わった別の成体）のチャオがそばに来ると、タマゴが産まれる。チャオは雌雄同体である。

### チャオの死
チャオが寿命を迎えたとき、転生の条件が揃わない場合に、チャオはマユに包まれ、消滅する。さらに、『ソニックアドベンチャー』ではHPが設定されており、チャオを厳しくいじめたり木の実を長期間与えないことでも死んでしまい、長期間ゲームを起動させないとチャオガーデンのチャオが全滅して内容がリセットされてしまう（全てのガーデンに2個のタマゴが置いてある状態になってしまう）。
転生
転生とは、チャオが再びタマゴとなって、幼体の状態でよみがえることである。転生は、寿命を迎えた時点でプレイヤーとよくなついていることが条件で発生する。
ライトカオス
チャオの特殊な進化体に、タイプが「カオス」である「ライトカオス（カオスチャオ）」がある。ライトカオスはノーマルタイプの変異体で、カオスに似た外見、小動物の容姿を取り込まない、不死である、繁殖期がない、といった特徴を持つ。
ライトカオスへ進化させるには以下の条件を満たす必要がある。
- 転生回数が2回以上
- 上記の条件を満たした状態で、幼体時に全ての小動物をキャプチャさせる
- それを満たしたうえで、オヨギ、ヒコウ、ハシリ、チカラのステータスが偏らないノーマルの状態（ステータスが確認できる『2バトル』と『DX』では、スタミナ以外のレベルが同じ数値になっていればよい）にして、成体へ進化させる

## スキル
スキルとは、チャオの身体能力のことである。小動物やカオスドライブ、木の実を与えることによって上昇する。
スキルは主にオヨギ（泳力）、ヒコウ（飛行力）、ハシリ（走力）、チカラ（腕力）、スタミナの5種類で表され、それぞれが数値化されている。『ソニックアドベンチャー2』以前と、『ソニックアドベンチャー2 バトル』以後では、仕組みが大きく異なっている。
『ソニックアドベンチャー2』以前
『ソニックアドベンチャー2』以前のスキルは、基本的に「キャプチャしたらその場でスキル値の増減が起こる」というものである。スキルの最大値は999（『ソニックアドベンチャー』ではバグで1000も可能だった）で、どのチャオも同じである。
『ソニックアドベンチャー2 バトル』以降
『ソニックアドベンチャー2 バトル』以降では、スキルに関係するパラメータとして「メモリ」「レベル」「アビリティ」が追加された。メモリが10溜まるごとにレベルが1つ上がり、この時にスキルが上昇する。このとき、アビリティが高いほど、対応するスキルの上昇幅も大きい。また、転生すると、スキルは1/10になる。

## アイテム
小動物
小動物は、『ソニックアドベンチャー』、『DX』に15種類、『ソニックアドベンチャー2』、『2バトル』に21種類存在する。与える小動物の種類に応じて、チャオは進化タイプを変えたり、スキルを向上させたり、特殊なしぐさを習得したりする。さらに、チャオは小動物の体の一部分を取り込んで、自分の体につけることができる。
エッグマンのメカを倒すことで出現する他、『ソニックアドベンチャー2』、『2バトル』ではステージの各所に配置されていたり、チャオコンテナの2個目以降（1個目はチャオガーデンへ行くためのチャオキーが出現する）を破壊する事でも出現する。
カオスドライブ
『ソニックアドベンチャー2』、『2バトル』にのみ登場するアイテムで、黄、紫、緑、赤の四種類がある。効果は小動物と似ているが、体のパーツを取り込む、しぐさを習得させるといった効果はない。
GUNの兵器を倒すことで出現する。
木の実
木の実はチャオの主食である。特にヤシノミが好物である。木の実を食べると、スタミナがアップする。特殊な効果をもつ木の実もある。
おもちゃ
『ソニックアドベンチャー2』、『2バトル』では特定のチャオレースで勝利した場合におもちゃが取得できる。おもちゃには、ガーデンに常時表示されているものと、チャオが遊ぶときにのみ出して使うものがある。
たね
『ソニックアドベンチャー2』、『2バトル』のみに登場するアイテム。条件を満たしたチャオにこれを与えると、ガーデンに植えてくれる。
フルーツ
チャオのプチガーデン（後述）で入手できる、木の実の亜種。

## ミニゲーム
おさんぽアドベンチャー
『ソニックアドベンチャー』から、ビジュアルメモリへとダウンロードして遊べるミニゲーム。自分のガーデンから、チャオを一匹だけ「おさんぽ」させることができる。プレイヤーは、おさんぽ中にチャオが遭遇する様々なアクシデントに対処していかなくてはならない。また、オサンポアドベンチャーでしか入手できないような木の実も多数存在した。
おさんぽアドベンチャー2
『ソニックアドベンチャー2』に搭載された。ストーリーが充実している。
チャオのプチガーデン
ゲームボーイアドバンスのゲームキューブ通信機能を用いたミニゲーム。『ソニックアドベンチャー2バトル』、『DX』からのジョイキャリーのほか、『ソニックアドバンス』、『ソニックアドバンス2』、『ソニックピンボールパーティ』などでも遊ぶことができる。

## その他
- 『ソニッククロニクル 闇次元からの侵略者』では全部で40種類のチャオが登場し、各キャラごとに能力や特徴が違う。キャラに持たせることによって能力が発揮される。

## オモチャオ
『ソニックアドベンチャー2』で初登場したチャオのナビゲーションメカ。頭のプロペラで空を飛ぶことができる。製作者や生態については謎が多い。一人称は「ボク」で語尾に「～チャオ」を付ける。母親がいるらしいが不明。主にゲームの説明などの役割が多い。声優は小桜エツ子。
ソニックアドベンチャー2 (DC)、ソニックアドベンチャー2 バトル (GC)
各ステージのどこかにいて、近づくと動き出し、飛びながら説明をする。終わると元の場所に戻る。主に操作の説明やステージの紹介などをしてくれる。
ソニック ヒーローズ (PS2, GC ,Xbox)
操作の説明やモード紹介をしてくれる。また、チームローズのみ最初の方で操作の仕方を教えてくれる。
ソニックアドバンス3 (GBA)
道端に落ちているオモチャオを拾い上げると、操作の説明などを教えてくれる。
ソニックライダーズ (PS2, GC ,Xbox)
アナウンサーを担当していた。オプションでオン、オフに切り替えることもできる。
ソニックと秘密のリング (Wii)
パーティモードの説明などをしてくれる。
マリオ&ソニック AT 北京オリンピック (Wii, DS)
チャオ、フリッキーと共に観客として登場。
マリオ&ソニック AT バンクーバーオリンピック (Wii, DS)
チャオ、フリッキーと共に観客として登場。また、Wii版ではメールの情報を伝えてくれたりDS版ではアドベンチャーツアーズで色々教える役割を持つ。
ソニック フリーライダーズ (Xbox 360)
再びレースのアナウンサーを担当。オプションでオン、オフに切り替えることもできる。
マリオ&ソニック AT ロンドンオリンピック (Wii, DS)
チャオと共に観客として登場。
マリオ&ソニック AT リオオリンピック (Wii, 3DS)
サポートキャラクターとして登場。
チームソニックレーシング（PS4、Switch、PC、Xbox One）
通常のチャオ、ライトチャオ、ダークチャオと4体一組でプレイヤーキャラクターとなり、チームローズの一員として出場。4体の中ではリーダー格であり、他者と会話も担っている。

## メディアミックス作品への登場

### アニメ
テレビアニメ『ソニックX』ではゲーム版に準拠した設定で登場するが、異世界（パラレルワールド）とされているソニックの世界のみならず、クリスの世界（現実世界）にも生息しており、第22話では現代の日本と思われる国にも生息が確認されている。

### 実写映画
『ソニック×シャドウ TOKYO MISSION』に登場。原作ゲームとは大幅に設定が異なっており、劇中世界に実在する生物ではなく、東京・渋谷に所在するコンセプトカフェ「チャオガーデン」のマスコットキャラクターの位置づけであり、劇中では着ぐるみとして登場した。

## 登場作品
ここではチャオが登場したゲーム作品を紹介する。（オモチャオ、クリームのチャオ(チーズ,チョコラ)なども含む。）
※DC=ドリームキャスト、GC=ニンテンドー ゲームキューブ、GBA=ゲームボーイアドバンス、PS2=PlayStation 2 、DS=ニンテンドーDS、Wii=Wii、Switch=Nintendo Switch、PC=パーソナルコンピュータ

### ソニックシリーズ
- ソニックシリーズ

1998年
- ソニックアドベンチャー (DC)※チャオ初登場作品。

2000年
- ソニックシャッフル (DC)

2001年
- ソニックアドベンチャー2 (DC)※オモチャオ初登場作品。
- ソニックアドベンチャー2 バトル (GC)
- ソニックアドバンス (GBA)

2002年
- ソニックアドバンス2 (GBA)※チーズ初登場作品。

2003年
- ソニックアドベンチャーDX (GC, Windows)
- ソニックピンボールパーティー (GBA)
- ソニックバトル (GBA)
- ソニックヒーローズ (PS2, GC, Xbox, Windows)※チョコラ初登場作品。

2004年
- ソニックアドバンス3 (GBA)

2005年
- ソニック ラッシュ (DS)
- シャドウ・ザ・ヘッジホッグ (PS2,GC,Xbox)

2006年
- ソニックライダーズ (PS2, GC, Xbox, Windows)

2007年
- ソニックと秘密のリング (Wii)

2008年
- ソニック ワールドアドベンチャー (PS3, Xbox 360)※Wii版は未確認。

2009年
- ソニッククロニクル 闇次元からの侵略者  (DS)

2010年
- ソニック カラーズ (DS)※DS版のみ。
- ソニック フリーライダーズ (Xbox 360)

2011年
- ソニック ジェネレーションズ 白の時空 (PS3, Xbox 360)

2019年
- チームソニックレーシング（PS4、Switch、PC、Xbox One）

### ゲスト出演したゲーム
- ゲスト出演したゲーム（アイテム・背景などは含まない）

1999年
- チューチューロケット! (DC)※チャレンジをすべてクリアすると出現。DC版のみでGBA版はなし。

2000年
- バーチャストライカー3 Ver.2002 (GC)※6匹の色違いのチャオが登場。

2003年
- ジャイアントエッグ～ビリー・ハッチャーの大冒険～ (GC)※ある条件を満たすと卵からチャオが生まれる。

2004年
- セガ スーパースターズ (PS2)

2006年
- ソニーコンピュータサイエンス研究所 茂木健一郎博士監修 脳に快感 アハ体験! (PSP)※アハムービーの問題として登場。

2007年・2008年
- マリオ&ソニック AT 北京オリンピック (Wii, DS)※観客として登場。

2008年
- 大乱闘スマッシュブラザーズX (Wii)※フィギュアとして登場。

2009年
- マリオ&ソニック AT バンクーバーオリンピック (Wii, DS)※チャオは観客として、オモチャオはナビとして登場。

2011年
- マリオ&ソニック AT ロンドンオリンピック (Wii, 3DS)※観客として登場。

2016年
- マリオ&ソニック AT リオオリンピック (Wii, 3DS)※サポートキャラクターとして登場。

## セッティング

### デザイン
『ソニックアドベンチャー』では、『NiGHTS』のピアンのようにな人工生命の導入が開発初期から決まっていた。
セガのスタッフの一人である川村幸子はピアンに思い入れがあり、上司に頼み込んで人工生命のキャラクターデザイナーとなった。
ところが、この時点ではキャラクターの設定がなく、「様々な姿に変形する可愛いキャラクター」という指示をもとにデザインする羽目になった。
また、この仕事は川村にとって初めての商業キャラクターデザインであり、試行錯誤の末に、可愛さを忘れてざっくり描いたものが採用された。
この仕事を通じて川村は「フィーリングだけでデザインをするべからず」「デザインに当たっては後の展開（商品化など）も念頭に入れるべき」「造詣面での設定に最後まで責任を持つべし」ということを学んだとセガの公式サイトのひとつである「SONIC CHANNEL」の中で振り返っており、このような基本的なことをあまり考えずにデザインしていたことが今考えると恐ろしいとも話している。
というのも、チャオは頭の上に浮いているパーツがあることや身体の配色にグラデーションが用いられていたため、ぬいぐるみなどの商品化やテレビアニメへの登場に当たっては関係者を悩ませることになったためである